# René-Nicolas de Maupeou
René-Nicolas-Charles-Augustin de Maupeou (prononcé /mopu/), né le 25 février 1714 à Montpellier et mort le 29 juillet 1792 au Thuit, est un magistrat et homme d'État français.
Chancelier de 1768 à 1790, garde des sceaux de 1768 à 1774, il est célèbre pour sa réforme de la justice et des parlements en 1771.

## Biographie

### Origines familiales et jeunesse
René Nicolas de Maupeou, vicomte de Bruyères-sur-Oise, marquis de la Mothe-Chandeniers, descend de la branche de Bruyères des Maupeou. Dans cette famille anoblie au XVIe siècle, si les aînés sont « de robe » — héritant des charges parlementaires, les cadets sont volontiers « d'épée » ou « d'Église ». Fils aîné de René IV de Maupeou et d'Anne Victoire de Lamoignon, il naît le 25 février 1714 à Montpellier, grandit à Paris, habitant auprès de ses parents l'hôtel de Châtillon. Il fait de solides études au collège Louis-le-Grand. Son père remplit la charge de président à mortier dont il va, par la suite, hériter. Son frère Louis (1716-1800), fera carrière dans l'infanterie jusqu'au grade de lieutenant général des armées.

### Débuts au parlement de Paris
À 19 ans, il est reçu conseiller à la 3e chambre des enquêtes du parlement de Paris (11 août 1733), puis est nommé président à mortier en survivance de son père, en 1737. Il occupe effectivement cette charge lorsque ce dernier, en 1743, est élevé à la première présidence.
Le 22 janvier 1744, il épouse Anne Marguerite Thérèse de Roncherolles, fille de Charles Michel François, marquis de Roncherolles, et d'Angélique Marguerite de Jassaud. Fille unique, orpheline de père, jouissant immédiatement d'une grande fortune, la jeune mariée appartient à une maison chevaleresque remontant au Xe siècle. Ce mariage n'est pas de longue durée, Anne étant morte le 21 avril 1752 après lui avoir donné deux fils. Pour instruire son fils aîné, Maupeou désigne un jeune homme du nom de Charles-François Lebrun, futur troisième consul, archi-trésorier de l'Empire et duc de Plaisance.
Durant les années qui suivent son veuvage, René de Maupeou affirme peu à peu son caractère. S'il est ambitieux, il n'est pas disposé pour autant à faire la moindre concession pour parvenir. Il a des opinions bien arrêtées qui ne sont pas celles de la plupart de ses collègues du parlement. Bientôt ceux-ci commencent à se méfier de lui et, en 1755, ils préfèrent retarder leurs vacances plutôt que de le laisser présider la chambre des vacations, car ils le savent favorable aux jésuites et craignent qu'il ne facilite l'enregistrement des déclarations de l'assemblée du clergé, qui n'est pas close et où doit prévaloir l'influence ultramontaine.

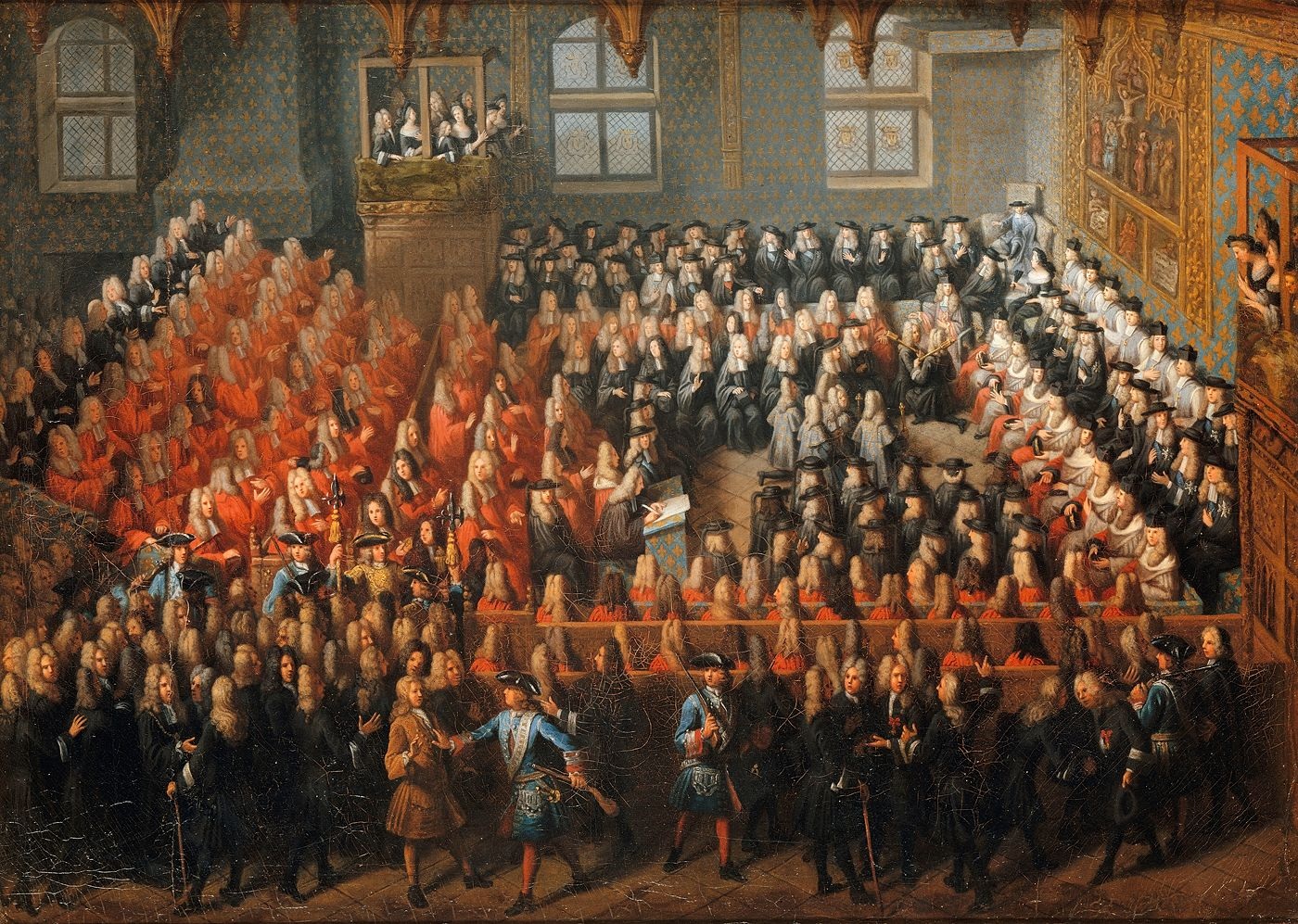
Lit de justice tenu par à la Grand'Chambre du Parlement de Paris.

Face aux protestations des parlementaires contre la bulle Unigenitus, il prend part aux négociations entre le ministère et le premier président et met au point la déclaration du 10 décembre 1756, qui tend à restreindre les droits politiques du Parlement de Paris. Lors de son enregistrement par le roi en lit de justice, les parlementaires démissionnent collectivement, interrompant le cours de la justice. Louis XV, craignant de nouvelles difficultés, se voit contraint de la retirer. Son père, le premier président, soupçonné alors d'avoir trahi sa compagnie, est contraint de donner sa démission devant l'hostilité du Parlement (22 septembre 1757). René de Maupeou commence à penser que les réclamations des magistrats, leurs remontrances et leurs refus d'enregistrer certains édits gênent l'exercice du pouvoir royal et compromettent la marche même de l'État.

### Premier président du Parlement de Paris (1763-1768)
Profitant de la démission du premier président Molé, Louis XV se décide à changer tous les chefs de la magistrature. Il retire les sceaux à Feydeau de Brou. Le vieux chancelier Lamoignon, qui refuse de démissionner, est exilé à sa terre de Malesherbes. L'ex-président Maupeou est nommé vice-chancelier et garde des Sceaux. Il a 75 ans et le roi, estimant sans doute que son âge réclame un collaborateur, nomme son fils, René de Maupeou, premier président du Parlement de Paris (12 octobre 1763).
Durant sa présidence, il eut notamment à connaître de la révision du procès Calas et de l'affaire Lally-Tollendal.

### Chancelier de France (1768-1790) et garde des Sceaux (1768-1774)
Lorsque le chancelier Guillaume de Lamoignon de Blancmesnil démissionna de ses fonctions le 14 septembre 1768, il fut convenu que René-Charles de Maupeou serait désigné pour lui succéder mais renoncerait aussitôt à son office pour prendre sa retraite avec le titre de Chancelier de France. Il ne fut donc chancelier qu'un jour, et son fils lui succéda dès le 16 septembre 1768.
Maupeou disposait ainsi, dans les matières judiciaires, d'une marge de manœuvre encore accrue par la confiance de Louis XV. « Alors âgé de cinquante-quatre ans, écrit Michel Antoine, c'était un homme petit, avec de gros yeux proéminents sous d'épais sourcils noirs, un front assez bas, un nez long et terminé en carré, une grande bouche relevée sur le côté, le teint jaune et bilieux. Il était sévère, pénétré de ses devoirs, infatigable au travail, abattant en se jouant une besogne considérable, capable de conduire une entreprise sans dévier, l'esprit toujours tendu sur les affaires. Ses défauts étaient l'excès de chaleur et la précipitation. »
On a prétendu[Qui ?] que Maupeou devait sa nomination à Choiseul. Il est certain que ce dernier, qui avait alors une grande influence sur le roi, ne dut pas s'y opposer, mais rien ne prouve qu'il l'ait favorisée,. Dans un premier temps, Maupeou sembla d'ailleurs suivre une ligne de modération qui convenait au parti de Choiseul dans ce qui était la grande affaire du temps : la fronde parlementaire et, en particulier, l'affaire La Chalotais, qui agitait alors le Parlement de Bretagne.
Après la démission d'Étienne Maynon d'Invault, le chancelier put affermir sa position en faisant nommer au contrôle général des finances, le 22 décembre 1769, un de ses proches, l'abbé Terray. De plus, depuis 1769, la comtesse du Barry est la nouvelle favorite du roi. Maupeou, son protégé, obtient le 24 décembre 1770 le renvoi de Choiseul.

### La «réforme Maupeou»

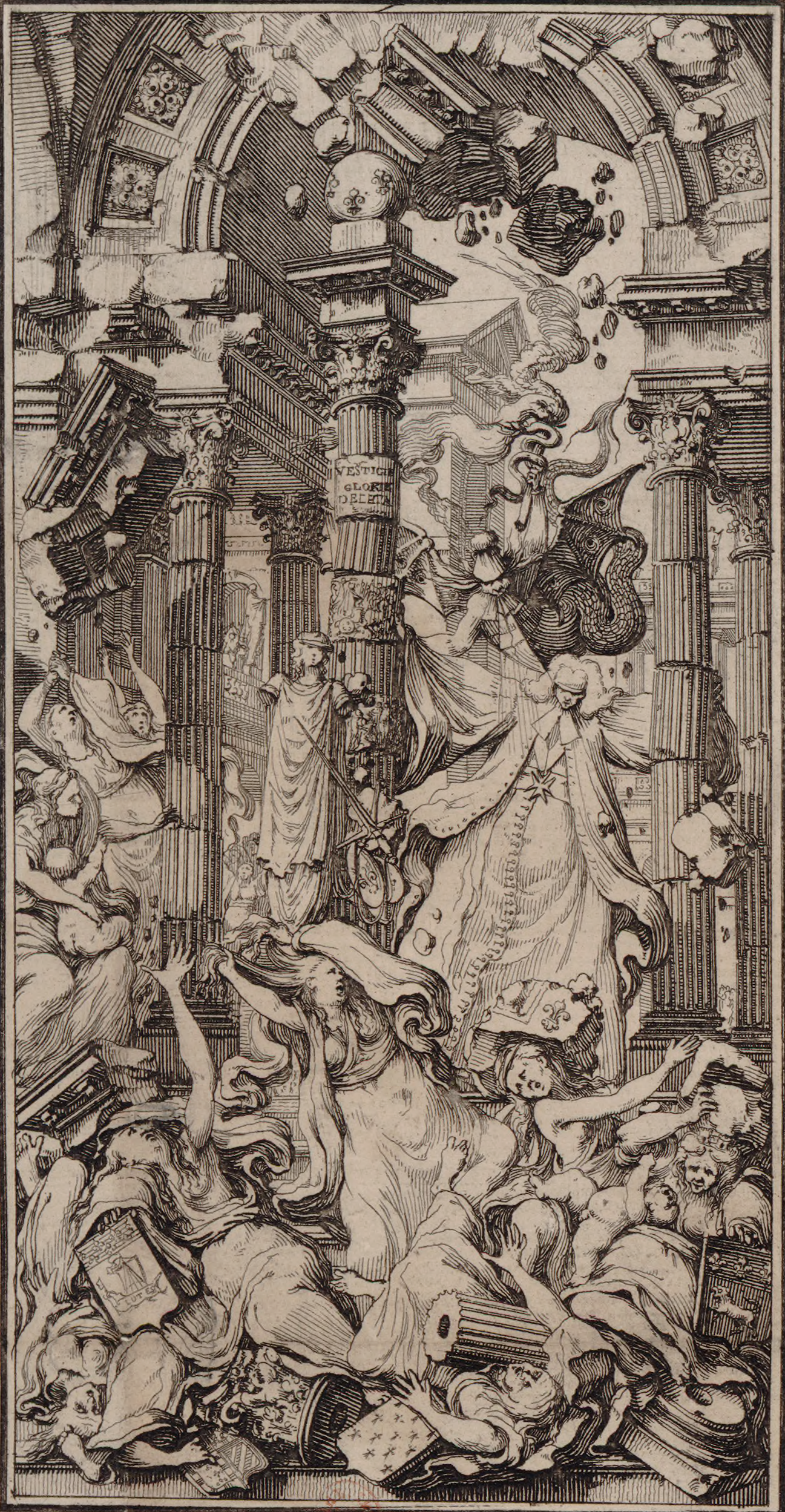
Gravure satirique de l'époque :
Maupeou, nouveau Samson, ébranle les colonnes du temple de l'État.

Maupeou avait d'ores et déjà fait preuve de fermeté face au Parlement de Bretagne. Pour mettre un terme à la guerre ouverte menée par les Parlements au pouvoir royal, il impose une série d’édits qui remodèlent le système judiciaire. Alors que le Parlement de Paris réitère le 18 janvier 1771 son refus de siéger pour entériner les décisions royales, Maupeou convainc le roi de briser cette opposition systématique.
Les parlementaires parisiens sont arrêtés et exilés (arrêt du Conseil du 20 janvier 1771), leurs charges confisquées puis rachetées par l'État (édit d'avril 1771). L'immense ressort du Parlement de Paris fut divisé en six circonscriptions avec au sein de chacune un Conseil supérieur, nouvelle juridiction souveraine, le Parlement de Paris subsistant, mais à la tête d'une circonscription plus réduite (édit du 23 février 1771). Pour ces nouvelles juridictions, la vénalité des offices est abolie et la justice rendue gratuite, les magistrats sont désignés par le roi et rétribués par l'État.
La réforme fut vivement combattue par l'ancienne magistrature, ainsi que par la noblesse — dont les Parlements défendaient alors les privilèges — avec à leur tête les Princes du sang, et par les jansénistes et gallicans, puissants dans les milieux parlementaires. Certains philosophes comme Beaumarchais se moquent des nouveaux Parlements, d'autres dénoncent aussi ce « coup d'État » qui porte atteinte à la constitution de la monarchie. En revanche, la politique gouvernementale fut vivement soutenue par Voltaire (qui écrivit pour l'occasion plusieurs pamphlets), mais aussi par Arthur Young et d'autres personnalités qui détestaient les parlements, impliqués dans des affaires de corruption et responsables d'erreurs judiciaires retentissantes comme l'affaire Calas.
À son avènement, Louis XVI veut se défaire du « triumvirat » composé du duc d'Aiguillon, ministre des Affaires étrangères et de la Guerre, de l'abbé Terray, contrôleur général des Finances, et de Maupeou. Il renvoie le chancelier en lui retirant les sceaux le 24 août 1774, rappelle les anciens magistrats de leur exil et rétablit, deux mois plus tard, les Parlements dans leur état antérieur, anéantissant la réforme de Maupeou à qui on prête ces paroles : « J'ai fait gagner au Roi un procès qui durait depuis trois cents ans. Il veut le reperdre ; il en est le maître. ».
Bien qu'étant privé des sceaux et vivant en retraite jusqu'à sa mort, René-Nicolas de Maupeou garde le titre inamovible de chancelier jusqu'au 1er juillet 1790, date de suppression de l'office ; il est donc le dernier chancelier de l'Ancien Régime. Il meurt en 1792, quelques jours avant la chute de la monarchie.

## Représentation dans les œuvres de fiction
Dans son roman Joseph Balsamo, Alexandre Dumas décrit une rencontre entre la comtesse de Béarn et le chancelier de Maupeou, dans le chapitre XXX, intitulé « Le vice ».